# بازاریابی داده محور
بازاریابی مبتنی بر داده (به انگلیسی: Data Driven Marketing) مجموعه‌ای از تکنیک‌ها و تاکتیک‌ها است که با استفاده از حجم گسترده‌ای از داده‌ها، فرآیندهای مؤثر بازاریابی را هدف قرار می‌دهد، جمعیت‌های خاص و گروه‌های کاربر را در سطح فردی هدف قرار می‌دهد.

## بازاریابی داده محور چیست؟
بازاریابی مبتنی بر داده، استراتژی استفاده از اطلاعات مشتری برای خرید بهینه و هدفمند رسانه‌ها و پیام رسانی خلاق است. این یکی از مهم‌ترین تغییرات ایجاد شده در تبلیغات دیجیتال است.

## تاریخچهٔ بازاریابی داده محور
مدیریت ارتباط با مشتری (CRM) تا حد زیادی مسئول ایجاد بازاریابی مبتنی بر داده‌است. در واقع CRM اولین سیستمی بود که داده‌های مشتری را برای این منظور جمع‌آوری کرد.
در بیشتر موارد، از داده‌های جمع‌آوری شده در CRM برای ارتباط با مشتریان بالقوه از طریق تماس تلفنی یا پستی استفاده می‌شد. در دهه ۷۰ و ۸۰، سوابق با نام مشتری، آدرس و شماره تلفن در صندوق‌های فلزی ذخیره می‌شد و با گذشت زمان، مدیران متوجه شدند که مشتریان می‌توانند برای افزایش فروش در آینده نمایه و هدف گذاری شوند.
 در دهه ۱۹۸۰، بازاریابان متوجه شدند که چگونه می‌توان از این داده‌ها برای برقراری روابط شخصی با مشتریان استفاده کرد، بانک‌ها و شرکت‌های بیمه برای اولین بار توجه خود را به این امر نشان دادند.
با ورود به دهه ۱۹۹۰، بازاریابی پایگاه داده معمولاً برای اتوماسیون بخش‌هایی از فرایند فروش، پایه و اساس چارچوب CRM مدرن، مورد استفاده قرار می‌گرفت. بیشتر تیم‌های فروش به‌طور ناگهانی بر روی جمع‌آوری آمار در مورد اطلاعات جمعیتی کاربر برای اهداف تولید، ردیابی معاملات و مدیریت فرصت‌ها متمرکز شدند.
با این وجود، در اواخر دهه ۱۹۹۰، سرویس‌های ابری این روند را به سطح بالاتری رساندند و راهی مقرون به صرفه برای دستیابی به سطح بالای سیستم‌های CRM مشاغل فراهم کردند.
وقتی شرکت بزرگی مانند آمازون شروع به نفوذ در فضای ابری کردند، سرویس‌های مبتنی بر ابر (به انگلیسی: Cloud Computing) به یک روش اصلی برای شرکت‌ها تبدیل شدند تا بتوانند از آنها برای جمع‌آوری و تفسیر داده‌های کاربر برای اهداف بازاریابی استفاده کنند.
اخیراً رسانه‌های اجتماعی همچنین به منظور ایجاد ویژگی‌های رفتاری و ایجاد نمایه مشتری، به بازاریابی داده محور وابسته شده‌اند. علاوه بر این، سیستم‌های بازاریابی مبتنی بر داده می‌توانند به تنظیم دقیق بازاریابی محتوا کمک کرده و مشتریان را در سطح شخصی جذب کنند.

## شخصی‌سازی در بازاریابی داده محور
شخصی‌سازی یک جنبه پیچیده از بازاریابی داده محور است که باید برای آن عوامل مختلفی از جمله داده، خلاقیت و رسانه را در نظر گرفت. برای ایجاد یک تجربه کاملاً شخصی شده، بازاریابان باید همراه با تبلیغات واقعی و کانال ارتباطی، تمرکز بسیار بیشتری بر روند و رفتار مشتری داشته باشند.

## مزایای بازاریابی داده محور
- زمان و وضوح

با در اختیار داشتن یک پایگاه داده عظیم، بازاریابان می‌توانند به سرعت داده‌های مهم را فیلتر کرده و مناسب‌ترین و دقیق‌ترین اطلاعات را برای اقدام به عمل تعیین کنند.
- تقسیم‌بندی

بازاریابی داده محور همچنین می‌تواند به تقسیم بازار هدف کمک کند تا اطمینان حاصل شود که پیام‌های شخصی در مکان مناسب قرار دارند.
- شخصی‌سازی

بازاریابی شخصی می‌تواند به برندها کمک کند تا با بازارهای هدف مناسب ارتباط برقرار کنند و پیام‌های شخصی و معنادار بیشتری ارائه دهند. هنگامی که محصولات یا خدمات مربوطه را در مقابل مشتری قرار می‌دهید، به ارائه تجربه کاربری بهتر کمک می‌کند.
- تجربهٔ مشتری

بسیاری از بازاریابان برای بهبود تجربه کاربر از طریق فرم‌های بازخورد کاربر یا نظرسنجی از مشتری، از بازاریابی داده محور استفاده می‌کنند تا اطلاعات بیشتری در مورد نیاز به پیشرفت در زمینه‌های مختلف ارائه دهند.

## چالش‌های بازاریابی داده محور
- یافتن داده‌های مناسب
  - داده‌ها در همه جا وجود دارند و فیلتر کردن در دریای بی پایان اطلاعات بسیار وقت گیر است. به همین دلیل، تصمیم‌گیری آگاهانه از این جهت مهم است که چه داده‌هایی برای بازاریابی مبتنی بر داده موثرتر و مفید خواهند بود.
- عادی سازی Big Data
  - لازم به یادآوری است که هیچ دو مشتری یکسان نیستند و همیشه داده‌های فردی نسبت به فرد دیگر بسیار متفاوت هستند. نرمال سازی می‌تواند این داده‌ها را به دو یا چند مجموعه داده جدا تقسیم کند و روابط بین این نقاط مختلف داده را تعریف کند.
- جمع‌آوری بلادرنگ داده‌ها
  - شما برای جمع‌آوری و تجزیه و تحلیل کلان داده به ابزار و تجربه مناسب بازاریابی نیاز خواهید داشت. راه رسیدن به این مهم، بازاریابی داده محور است.[۱]

## استراتژی بازاریابی داده محور
هرچه یک شرکت بیشتر از مشتریان بالقوه محصولات خود آگاهی داشته باشد، در بازاریابی نیز موفق تر است. هدف از بازاریابی داده محور، تبدیل داده‌های کسب و کار به فروش است.

### ۱. مخاطبان خود را تقسیم‌بندی کنید
همهٔ جامعهٔ هدف شما با هم یکسان نیستند، بنابراین رفتار شما با آن‌ها باید متفاوت باشد. تقسیم‌بندی می‌تواند به شما کمک کند در زمان مناسب به افرادی که باید، توجه کنید.
به عنوان مثال، اگر شما فروشگاه پوشاک زنانه و مردانه دارید، به دو مجموعه پیام بازاریابی نیاز دارید. به همین ترتیب، اگر فروشگاه شما چندین شعبه داشته باشد، تاکتیک‌های بازاریابی در هر شعبه باید مختص به همان‌جا باشد.
برای تقسیم مخاطبان خود تقریباً روش‌های بی پایانی وجود دارد. مخاطبان هدف شما نه تنها از نظر جمعیتی (جنس، سن و مکان) متفاوت هستند، بلکه آن‌ها ترجیحات و نقاط ضعف مختلفی دارند.
بازاریابی مبتنی بر داده شما را قادر می‌سازد تا مخاطبان خود را به‌طور دقیق تقسیم‌بندی کنید (تلاش‌های تقسیم‌بندی خود را به صورت خودکار انجام دهید). تقسیم‌بندی به ویژه با بازاریابی از طریق ایمیل، بازاریابی در شبکه‌های اجتماعی و هدف گذاری مجدد بسیار مهم است.

### ۲. تبلیغات خود را دوباره هدف گذاری کنید
ریمارکتینگ (بازاریابی مجدد) یک استراتژی اساسی برای همه بازاریابان، به ویژه بازاریاب‌های متقابل (به انگلیسی: Cross promotion) است. هدف گذاری مجدد شما را قادر می‌سازد تا برند خود را در بین کاربرانی که به محصولات یا خدمات شما ابراز علاقه کرده‌اند، مورد توجه قرار دهید.
به عنوان مثال، اگر کسی محصولات خاصی را در وب سایت شما مرور کند، داده‌های مشتری به شما امکان می‌دهد آن محصولات را از طریق استراتژی‌هایی مانند تبلیغات رسانه‌های اجتماعی یا بازاریابی پست الکترونیکی سبد خرید، به آن مصرف‌کننده بازگردانید.

### ۳. مطالب خود را بهینه کنید
محتوای وب سایت، محتوای وبلاگ، محتوای رسانه‌های اجتماعی، تبلیغات و… را با در نظر گرفتن چه کسی ایجاد می‌کنید؟ روند ایجاد محتوا بدون در دست بودن داده‌های مشتریان بیهوده است.
بازاریابی داده محور، زمینه ای برای محتوای شما فراهم می‌کند. به شما امکان می‌دهد از طریق محتوایی که بصورت آنلاین منتشر می‌کنید و از طریق تبلیغات به خواستهٔ مخاطبان خود پی ببرید و به آنها خدمات دهید.
به عنوان مثال، شما ممکن است با تحقیق در مورد کلمات کلیدی شروع کنید. ممکن است به سادگی حدس نزنید که چه کلمات و عباراتی توسط مخاطب شما جستجو می‌شود. از داده‌های مشتری خود به عنوان بینش برای تحقیق در مورد کلمات کلیدی و بهینه‌سازی محتوا استفاده کنید.

### ۴. تیم خود را مرتب کنید
داده‌های مشتری فقط توسط قسمت بازاریابی استفاده نمی‌شود. بلکه قسمت فروش و پشتیبانی نیز می‌توانند از داده‌ها استفاده کنند. تطبیق پذیری داده‌های کلان به شما این امکان را می‌دهد تا این تیم‌ها را دور هم جمع کنید و از هماهنگی تلاش‌ها و استراتژی‌های آنها اطمینان حاصل کنید.
یکی از راه‌های انجام این کار استفاده از بستر داده مشتری (CDP) است. CDP، داده‌های مشتری را جمع می‌کند تا نمایهٔ فردی مشتری ایجاد شود که می‌تواند در سازمان شما استفاده شود.
با محوریت تلاش‌های بازاریابی و فروش و پشتیبانی حول یک CDP، می‌توانید اطمینان حاصل کنید که کل شرکت شما با همان داده‌ها کار می‌کند و تجربه منسجم مشتری را ارائه می‌دهد.

### ۵. مشتریان خود را راضی کنید
امروزه مصرف‌کنندگان در حال بررسی و خرید از چندین دستگاه و سیستم عامل هستند. آیا فکر می‌کنید بر اساس این رفتارها می‌خواهند با آنها به عنوان مشتری عادی رفتار شود؟ قطعاً نه.
بازاریابی داده محور به شما امکان می‌دهد این مشتریان را از طریق چندین دستگاه به‌طور دقیق شناسایی کرده و تجربه فوق‌العاده omnichannle را ارائه دهید.
این نه تنها باعث صرفه جویی در وقت و منابع شما می‌شود، بلکه باعث بهبود تجربه مشتری می‌شود و به مخاطب می‌گوید که شما به آن‌ها توجه می‌کنید و رفتارها و نیازهای آنها را شناسایی می‌کنید.

## نمونه‌هایی از بازاریابی داده محور که اکنون می‌توانید اتخاذ کنید
- برای بهبود ترافیک وب سایت از Google Analytics و Search Console استفاده کنید.

Google Analytics، بلادرنگ نحوه تعامل کاربران با یک وب سایت یا برنامه را نشان می‌دهد. همچنین به کسب و کارها کمک می‌کند تا عملکرد بازاریابی، محتوا و محصولات خود را بهتر ارزیابی کنند.
به عنوان مثال، زمان ماندگاری (زمان صرف شده در سایت) بازدید کننده در یک وب سایت را نشان می‌دهد. این سیگنال مهمی است که Google هنگام رتبه‌بندی صفحات در صفحه اول SERP (صفحات نتیجه موتور جستجو) از آن استفاده می‌کند.
کاری که بازاریابی داده محور انجام می‌دهد، استفاده از استراتژی‌های بهینه‌سازی تاریخی برای درج مقاله در صفحه اول Google است. به عنوان مثال، زمان ماندگاری مناسب و نرخ پرش پایین نشان می‌دهد که شرکت شما فرصت ارسال ترافیک ارزشمند به وب سایت خود را از دست می‌دهد.
حالا وارد کنسول جستجوی Google شوید.
خنده دار است که بیشتر افراد هنگام نام بردن از برترین داده‌های شرکت‌های بازاریابی، Google را از لیست خود خارج می‌کنند. Google گوریلی ۸۰۰ پوندی است که به‌طور فعال از داده‌های کاربران برای هر کاری که انجام می‌دهد استفاده می‌کند.
کنسول جستجوی Google (GSC) به شما امکان می‌دهد عبارات جستجو را که در حال حاضر افراد را به وب سایت شما می‌آورد، مشاهده کنید.
- برای شناختن بازدید کنندگان سایت خود از SimilarWeb استفاده کنید

یکی دیگر از روش‌های داده محور استفاده از SimilarWeb برای هوش تجاری و تجزیه و تحلیل رقابتی است. SimilarWeb ابزاری برای هوشمند سازی بازار است که بینش‌هایی را در مورد نحوه درک، ردیابی و رشد سهم بازار دیجیتال خود به کاربران خود ارائه می‌دهد.
با SimilarWeb، می‌توانید بازدیدکنندگان را بلافاصله پس از ترک وب سایت خود به وبسایتی دیگرمی روند، مشاهده کنید.
- برای ایجاد لیست‌های ریمارکتینگ از برچسب‌های بازاریابی مجدد استفاده کنید.

از آنجا که جمع‌آوری داده‌های کاربر یک قسمت اساسی در اجرای استراتژی بازاریابی داده محور است، نصب برچسب‌های بازاریابی مجدد برای هر وب سایت ضروری است.
با استفاده از سیستم عامل‌های تبلیغاتی مانند گوگل و فیس بوک، بازاریابان می‌توانند شروع به ایجاد لیست‌های هدف مجدد کنند.
نمودار بازدید کننده ID با ارسال اعلان در هر بار بازدید از سایت شما، هویت واقعی را به بازدیدکنندگان وب سایت پیوست می‌کند. این کار می‌تواند شامل ایمیل کسب و کار، شماره تلفن، نام شرکت و موارد دیگر باشد.

## چگونه می‌توانید با این اطلاعات یک استراتژی بازاریابی داده محور ایجاد کنید؟
اگر افراد در یک شرکت خاص به بازدید از وب سایت شما ادامه می‌دهند و به عنوان مثال به‌طور متوسط ۵ دقیقه در سایت وقت می‌گذرانند، می‌تواند نشانه این باشد که آنها در حال تحقیق دربارهٔ شرکت شما هستند تا دربارهٔ آنچه شما ارائه می‌دهید بیشتر بدانند. این امر می‌تواند به بازاریابی محتوا کمک کند.